# 小行星7368
小行星7368（英語：7368 Haldancohn）是一颗围绕太阳公转的小行星。1966年1月20日，Indiana University在摩根县发现了此天体。
这颗小行星的绝对星等为37.19484等。